# Hipopotomonstrosesquipedaliofobia
La hipopotomonstrosesquipedaliofobia es el miedo irracional a pronunciar palabras muy largas o complejas. Esta palabra no está recogida en el Diccionario de la lengua española. El sinónimo sesquipedaliofobia es normalmente usado en ámbitos formales. Según el Manual Diagnóstico y Estadístico de los Trastornos Mentales (DSM-5), se considera una fobia social.

## Etimología y pronunciación
Hipopotomonstrosesquipedaliofobia ([i.po.po.to.mons.tɾo.ses.ki.pe.da.ljoˈfo.bja]) procede del griego hipopoto (de hippopotamus, caballo de río, para indicar que es una palabra muy extensa) + el latín monstro (de monstrum, "monstruoso") + sesquipedalio (del latín sesquipedalian, "de pie y medio") + phobos (del griego, "miedo").
En castellano contiene diecisiete letras distintas (a, b, d, e, f, h, i, l, m, n, o, p, q, r, s, t, u) y dos diptongos. Tiene 33 letras y en caso de entrar en el diccionario de la RAE se convertiría en la palabra más larga de este.

## Causas
Habitualmente tiene su origen en un trauma, durante la infancia, cuando el paciente ha tenido que enfrentarse con dificultad a alguna palabra larga y ha sido objeto de burlas.
Al estar causada por un estímulo concreto, se encuadra dentro de un grupo llamado de "fobias específicas", que incluye la aracnofobia, aerofobia,...

## Síntomas
Los síntomas son muy similares en la mayoría de las fobias.
Estos pueden ser de tres tipos:
- Físicos 
  - Angustia, ansiedad y estrés.
  - Sensación de falta de aire que, a su vez, provoca hiperventilación.
  - Malestar estomacal, generalmente acompañado de náuseas.
  - Dolor de cabeza.
  - Taquicardia.
  - Sudoración excesiva, especialmente en las manos.
  - Sequedad de boca (Xerostomía).
  - Tartamudez.
  - Rigidez muscular.

- Cognitivos
  - Temor al ridículo si intenta pronunciar alguna de las palabras origen de su fobia.
  - Baja autoestima, sensación de parecer inculto o ignorante.

- Conductuales
  - Tendencia a no acudir o participar en ámbitos donde sea de uso común este tipo de palabras (universitarios, científicos, farmacéuticos,...), llamada conducta evitativa.
  - Búsqueda de sinónimos o circunloquios para evitar pronunciar la palabra en cuestión.

## Tratamiento
Igual que otras fobias, el tratamiento puede incluir:
- Métodos de terapia cognitiva-conductual; desensibilización sistemática, enfrentando gradualmente al paciente con el objeto causante de su fobia.
- Fármacos como tratamiento contra la ansiedad o la angustia. En este caso, siempre por prescripción médica y bajo control facultativo.